# Tour de France 1978
Le Tour de France 1978 est la 65e édition du Tour de France, course cycliste qui s'est déroulée du 29 juin au 23 juillet 1978 sur 22 étapes pour 3 908 km. Le départ a lieu à Leyde aux Pays-Bas ; l'arrivée se juge aux Champs-Élysées à Paris. C'est le premier des cinq succès dans l'épreuve de Bernard Hinault. Le champion breton, vainqueur également de trois étapes, devance le Néerlandais Joop Zoetemelk et le Portugais Joaquim Agostinho. Bernard Thévenet, tenant du titre, a abandonné dans les Pyrénées.

## Généralités
- Bernard Hinault gagne son premier Tour de France lors de sa première participation.
- 11 formations de 10 coureurs prennent le départ à Leyde aux Pays-Bas. Une seule équipe arrivera au complet à Paris. la formation Miko-Mercier-Hutchinson de Joop Zoemelk.

- Une grève des coureurs a lieu lors de la 12e étape (Tarbes-Valence d'Agen). Protestant contre les horaires de départ et les demi-étapes, les coureurs décident de mettre pied à terre à 100 m de l'arrivée après avoir couru l'étape à une allure réduite. Cette demi-étape (a) sera finalement annulée.

- Michel Pollentier prend le maillot jaune à l'Alpe d'Huez après avoir gagné l'étape, mais est mis hors-course le soir même pour fraude au contrôle antidopage.
- Moyenne du vainqueur : 36,084 km/h.
- Le classement par équipes au temps (casquettes jaunes) est remporté par l'équipe de Joop Zoetemelk, tandis que celui par points (places aux arrivées d'étape, casquettes vertes) des équipes est acquis par l'équipe de Hennie Kuiper, soit 720 points, devant celle de Bernard Hinault, soit 933 points [2].
- Le meilleur grimpeur est le Français Mariano Martinez et le classement par points revient au Belge Freddy Maertens.

## Résumé de la course
Pour sa soixante-quinzième année, le Tour et toute la France attendent un grand champion qui patiente depuis trois ans : Bernard Hinault, champion de France en titre et vainqueur de la Vuelta, le tour d'Espagne cycliste.
Si les quatre premières étapes, courues aux Pays-Bas et en Belgique, permettent au Néerlandais Jan Raas d'endosser le maillot jaune, suivi ensuite du Français Jacques Bossis, de l'Allemand Klaus-Peter Thaler et du Néerlandais Gerrie Knetemann lors des différentes étapes de plaine dans l'ouest de la France, c'est lors de la 8ème étape, un contre-la-montre de 59,3 km que Bernard Hinault signe son premier succès d'étape sur la Tour de France. Joseph Bruyère (Belgique), fidèle lieutenant d'Eddy Merckx, pendra alors le maillot jaune, pour le céder à Joop Zoetemelk à l'Alpe d'Huez.   Joop Zoetemelk avait auparvant gagné le contre-la-montre en montagne de 52 km du Puy-de-Dôme. 
Hinault contrôle les grimpeurs lors de la traversée des Alpes et prend à son tour le maillot jaune à Joop Zoetemelk lors du contre-la-montre de 73km entre Metz et Nancy, qu'il gardera alors jusqu'à Paris.  Une victoire lors de sa première participation, à l'instar de Jacques Anquetil en 1957 et d'Eddy Merckx en 1969.
Bernard Thévenet, le vainqueur sortant, en méforme depuis le début de saison n'est pas le favori et abandonne dans les Pyrénées, lors de la 11ème étape.   Thévenet avait été hospitalisé à Paris l'hiver précédent suite à des problèmes respiratoires et d'allergie, et il avoua alors avoir pris de la cortisone la saison précédente, mais il ne retrouva plus le même niveau de performance.
Cette édition est marquée par deux incidents marquants, la grève de Valence d'Agen et l'affaire Pollentier.

## La grève de Valence d'Agen
Mécontents de devoir se lever à 4 h 30 du matin pour se rendre au départ, les coureurs décident de ne pas faire la douzième étape entre Tarbes et Valence d'Agen. Ils roulent groupés à vingt à l'heure et franchissent la ligne d'arrivée à pied (avec Bernard Hinault en tête), accueillis par le maire de Valence d'Agen qui leur fait part de son mécontentement.

## L'affaire Pollentier
Vainqueur à l'Alpe d'Huez d'une étape longue de 240 km, le Belge Michel Pollentier, meilleur grimpeur jusque-là fait coup double et endosse le Maillot Jaune. Mais, obligé de se rendre au contrôle antidopage et certain d'être positif, il choisit d'emmener avec lui l'urine d'un autre dans une poire qu'il va cacher sous son épaule. La supercherie est vite découverte et c'est le scandale. Le Belge est exclu de la course et c'est Hennie Kuiper qui sera déclaré vainqueur de cette étape.  Michel Pollentier rédigera le lendemain, lors de la journée de repos, une lettre de repentance aux directeurs de course, qui ne sera pas suivie d'effet.  La carrière cycliste de Michel Pollentier se prolongera jusqu'en 1984.

## Étapes
| Étape,        | Date        | Villes étapes                                  |                              | Distance (km)         | Vainqueur d’étape     | Leader du classement général |
| ------------- | ----------- | ---------------------------------------------- | ---------------------------- | --------------------- | --------------------- | ---------------------------- |
| Prologue      | 29 juin     | Leiden (NED) – Leiden (NED)                    | Contre-la-montre individuel  | 5,2                   | Jan Raas              | —                            |
| 1re étape (a) | 30 juin     | Leiden (NED) – Sint Willebrord (NED)           | Étape de plaine              | 135                   | Jan Raas              | Jan Raas                     |
| 1re étape (b) | 30 juin     | Sint Willebrord (NED) – Bruxelles (BEL)        | Étape de plaine              | 100                   | Walter Planckaert     | Jan Raas                     |
| 2e étape      | 1er juillet | Bruxelles (BEL) – Saint-Amand-les-Eaux         | Étape de plaine              | 299                   | Jacques Esclassan     | Jan Raas                     |
| 3e étape      | 2 juillet   | Saint-Amand-les-Eaux – Saint-Germain-en-Laye   | Étape de plaine              | 243,5                 | Klaus-Peter Thaler    | Jacques Bossis               |
| 4e étape      | 3 juillet   | Évreux – Caen                                  | Contre-la-montre par équipes | 153                   | TI-Raleigh-McGregor   | Klaus-Peter Thaler           |
| 5e étape      | 4 juillet   | Caen – Mazé - Montgeoffroy                     | Étape de plaine              | 244                   | Freddy Maertens       | Klaus-Peter Thaler           |
| 6e étape      | 5 juillet   | Mazé - Montgeoffroy – Poitiers                 | Étape de plaine              | 162                   | Sean Kelly            | Gerrie Knetemann             |
| 7e étape      | 6 juillet   | Poitiers – Bordeaux                            | Étape de plaine              | 242                   | Freddy Maertens       | Gerrie Knetemann             |
| 8e étape      | 7 juillet   | Saint-Émilion – Sainte-Foy-la-Grande           | Contre-la-montre individuel  | 59,3                  | Bernard Hinault       | Joseph Bruyère               |
| 9e étape      | 8 juillet   | Bordeaux – Biarritz                            | Étape de plaine              | 233                   | Miguel María Lasa     | Joseph Bruyère               |
|               | 9 juillet   | Biarritz                                       | Jour de repos                | Journée de repos no 1 | Journée de repos no 1 | Journée de repos no 1        |
| 10e étape     | 10 juillet  | Biarritz – Pau                                 | Étape de moyenne montagne    | 191,5                 | Henk Lubberding       | Joseph Bruyère               |
| 11e étape     | 11 juillet  | Pau – Saint-Lary-Soulan - Pla d'Adet           | Étape de montagne            | 161                   | Mariano Martinez      | Joseph Bruyère               |
| 12e étape (a) | 12 juillet  | Tarbes – Valence-d'Agen                        | Étape de plaine              | 158                   | —                     | Joseph Bruyère               |
| 12e étape (b) | 12 juillet  | Valence-d'Agen – Toulouse                      | Étape de plaine              | 96                    | Jacques Esclassan     | Joseph Bruyère               |
| 13e étape     | 13 juillet  | Figeac – Besse-en-Chandesse - Super-Besse      | Étape de moyenne montagne    | 221,5                 | Paul Wellens          | Joseph Bruyère               |
| 14e étape     | 14 juillet  | Besse-en-Chandesse – Puy de Dôme               | Contre-la-montre individuel  | 52,5                  | Joop Zoetemelk        | Joseph Bruyère               |
| 15e étape     | 15 juillet  | Saint-Dier-d'Auvergne – Saint-Étienne          | Étape de moyenne montagne    | 196                   | Bernard Hinault       | Joseph Bruyère               |
| 16e étape     | 16 juillet  | Saint-Étienne – L'Alpe d'Huez                  | Étape de montagne            | 240,5                 | Hennie Kuiper         | Joop Zoetemelk               |
|               | 17 juillet  | Le Bourg-d'Oisans                              | Jour de repos                | Journée de repos no 2 | Journée de repos no 2 | Journée de repos no 2        |
| 17e étape     | 18 juillet  | Grenoble – Morzine                             | Étape de montagne            | 225                   | Christian Seznec      | Joop Zoetemelk               |
| 18e étape     | 19 juillet  | Morzine – Lausanne (SUI)                       | Étape de plaine              | 137,5                 | Gerrie Knetemann      | Joop Zoetemelk               |
| 19e étape     | 20 juillet  | Lausanne (SUI) – Belfort                       | Étape de plaine              | 181,5                 | Marc Demeyer          | Joop Zoetemelk               |
| 20e étape     | 21 juillet  | Metz – Nancy                                   | Contre-la-montre individuel  | 72                    | Bernard Hinault       | Bernard Hinault              |
| 21e étape     | 22 juillet  | Épernay – Senlis                               | Étape de plaine              | 207,5                 | Jan Raas              | Bernard Hinault              |
| 22e étape     | 23 juillet  | Saint-Germain-en-Laye – Paris - Champs-Élysées | Étape de plaine              | 161,5                 | Gerrie Knetemann      | Bernard Hinault              |

Notes :
1. ↑  En raison des mauvaises conditions météorologiques rendant le circuit dangereux, les organisateurs décident de ne pas comptabiliser les temps du prologue au classement général. Il n'y a donc pas de maillot jaune remis à l'issue du prologue[9].
2. ↑  Étape annulée en raison d'une grève des coureurs, pour protester contre les horaires de départ des étapes, qui ont parcouru l'étape à allure très réduite avant de s'arrêter à quelques mètres de la ligne d'arrivée[9].

## Classements

### Classement général final

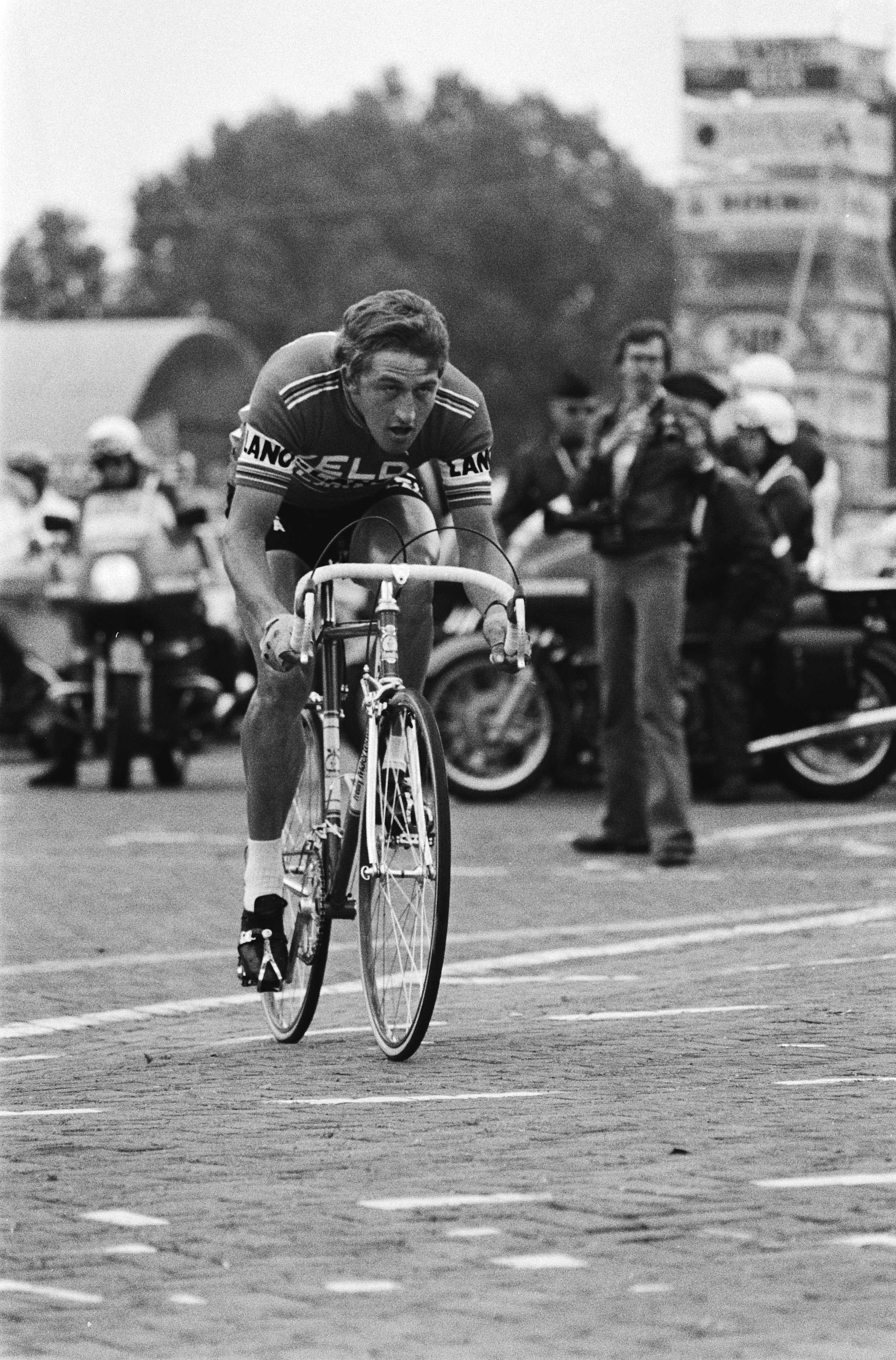
Freddy Maertens lors du prologue.

| Classement général, | Classement général,    | Classement général, | Classement général,       | Classement général, |
|                     | Coureur                | Pays                | Équipe                    | Temps               |
| ------------------- | ---------------------- | ------------------- | ------------------------- | ------------------- |
| 1er                 | Bernard Hinault        | France              | Renault-Gitane-Campagnolo | en 107 h 18 min 0 s |
| 2e                  | Joop Zoetemelk         | Pays-Bas            | Miko-Mercier-Hutchinson   | + 3 min 56 s        |
| 3e                  | Joaquim Agostinho      | Portugal            | Flandria-Velda-Lano       | + 6 min 54 s        |
| 4e                  | Joseph Bruyère         | Belgique            | C&A                       | + 9 min 4 s         |
| 5e                  | Christian Seznec       | France              | Miko-Mercier-Hutchinson   | + 12 min 50 s       |
| 6e                  | Paul Wellens           | Belgique            | TI-Raleigh-McGregor       | + 14 min 38 s       |
| 7e                  | Francisco Galdós       | Espagne             | Kas-Campagnolo            | + 17 min 8 s        |
| 8e                  | Henk Lubberding        | Pays-Bas            | TI-Raleigh-McGregor       | + 17 min 26 s       |
| 9e                  | Lucien Van Impe        | Belgique            | C&A                       | + 21 min 1 s        |
| 10e                 | Mariano Martinez       | France              | Jobo-Spidel               | + 22 min 58 s       |
| 11e                 | Sven-Åke Nilsson       | Suède               | Miko-Mercier-Hutchinson   | + 23 min 0 s        |
| 12e                 | Raymond Martin         | France              | Miko-Mercier-Hutchinson   | + 32 min 58 s       |
| 13e                 | Freddy Maertens        | Belgique            | Flandria-Velda-Lano       | + 34 min 26 s       |
| 14e                 | Michel Laurent         | France              | Peugeot-Esso-Michelin     | + 40 min 0 s        |
| 15e                 | André Romero           | France              | Jobo-Spidel               | + 49 min 34 s       |
| 16e                 | Edward Janssens        | Belgique            | C&A                       | + 51 min 19 s       |
| 17e                 | Yves Hézard            | France              | Peugeot-Esso-Michelin     | + 53 min 20 s       |
| 18e                 | Antonio Menéndez       | Espagne             | Teka                      | + 53 min 28 s       |
| 19e                 | René Bittinger         | France              | Flandria-Velda-Lano       | + 53 min 47 s       |
| 20e                 | Joseph Deschoenmaecker | Belgique            | C&A                       | + 54 min 14 s       |
| 21e                 | Pierre Bazzo           | France              | Lejeune-BP                | + 55 min 35 s       |
| 22e                 | José Martins           | Portugal            | Teka                      | + 57 min 7 s        |
| 23e                 | Gilbert Le Lay         | France              | Fiat                      | + 57 min 40 s       |
| 24e                 | Jan Raas               | Pays-Bas            | TI-Raleigh-McGregor       | + 58 min 43 s       |
| 25e                 | Fedor den Hertog       | Pays-Bas            | Lejeune-BP                | + 1 h 1 min 46 s    |
| modifier            |                        |                     |                           |                     |

### Classements annexes finals
| Classement par points, | Classement par points, | Classement par points, | Classement par points,    | Classement par points, |
| ---------------------- | ---------------------- | ---------------------- | ------------------------- | ---------------------- |
|                        | Coureur                | Pays                   | Équipe                    | Point(s)               |
| 1er                    | Freddy Maertens        | Belgique               | Flandria-Velda-Lano       | 242 points             |
| 2e                     | Jacques Esclassan      | France                 | Peugeot-Esso-Michelin     | 185 pts                |
| 3e                     | Bernard Hinault        | France                 | Renault-Gitane-Campagnolo | 123 pts                |
| 4e                     | Jan Raas               | Pays-Bas               | TI-Raleigh-McGregor       | 109 pts                |
| 5e                     | Joseph Bruyère         | Belgique               | C&A                       | 100 pts                |
| 6e                     | Klaus-Peter Thaler     | Allemagne de l'Ouest   | TI-Raleigh-McGregor       | 91 pts                 |
| 7e                     | Yvon Bertin            | France                 | Renault-Gitane-Campagnolo | 79 pts                 |
| 8e                     | Jacques Bossis         | France                 | Renault-Gitane-Campagnolo | 74 pts                 |
| 9e                     | Joop Zoetemelk         | Pays-Bas               | Miko-Mercier-Hutchinson   | 71 pts                 |
| 10e                    | Joaquim Agostinho      | Portugal               | Teka                      | 70 pts                 |
| modifier               |                        |                        |                           |                        |

| Classement du meilleur grimpeur, | Classement du meilleur grimpeur, | Classement du meilleur grimpeur, | Classement du meilleur grimpeur, | Classement du meilleur grimpeur, |
| -------------------------------- | -------------------------------- | -------------------------------- | -------------------------------- | -------------------------------- |
|                                  | Coureur                          | Pays                             | Équipe                           | Point(s)                         |
| 1er                              | Mariano Martinez                 | France                           | Jobo-Spidel                      | 187 points                       |
| 2e                               | Bernard Hinault                  | France                           | Renault-Gitane-Campagnolo        | 176 pts                          |
| 3e                               | Joop Zoetemelk                   | Pays-Bas                         | Miko-Mercier-Hutchinson          | 155 pts                          |
| 4e                               | Christian Seznec                 | France                           | Miko-Mercier-Hutchinson          | 90 pts                           |
| 5e                               | Joaquim Agostinho                | Portugal                         | Flandria-Velda-Lano              | 73 pts                           |
| 6e                               | Sven-Åke Nilsson                 | Suède                            | Miko-Mercier-Hutchinson          | 70 pts                           |
| 7e                               | Paul Wellens                     | Belgique                         | TI-Raleigh-McGregor              | 68 pts                           |
| 8e                               | René Bittinger                   | France                           | Flandria-Velda-Lano              | 63 pts                           |
| 9e                               | Gilbert Le Lay                   | France                           | Fiat                             | 54 pts                           |
| 10e                              | Lucien Van Impe                  | Belgique                         | C&A                              | 53 pts                           |
| modifier                         |                                  |                                  |                                  |                                  |

| Classement général du meilleur jeune, | Classement général du meilleur jeune, | Classement général du meilleur jeune, | Classement général du meilleur jeune, | Classement général du meilleur jeune, |
|                                       | Coureur                               | Pays                                  | Équipe                                | Temps                                 |
| ------------------------------------- | ------------------------------------- | ------------------------------------- | ------------------------------------- | ------------------------------------- |
| 1er                                   | Henk Lubberding                       | Pays-Bas                              | TI-Raleigh-McGregor                   | en 107 h 25 min 26 s                  |
| 2e                                    | Sven-Åke Nilsson                      | Suède                                 | Miko-Mercier-Hutchinson               | + 5 min 34 s                          |
| 3e                                    | René Bittinger                        | France                                | Flandria-Velda-Lano                   | + 36 min 21 s                         |
| 4e                                    | Pierre Bazzo                          | France                                | Lejeune-BP                            | + 38 min 9 s                          |
| 5e                                    | Gilbert Le Lay                        | France                                | Fiat                                  | + 40 min 14 s                         |
| 6e                                    | René Martens                          | Belgique                              | C&A                                   | + 45 min 3 s                          |
| 7e                                    | Pierre-Raymond Villemiane             | France                                | Renault-Gitane-Campagnolo             | + 50 min 24 s                         |
| 8e                                    | Juan Pujol                            | Espagne                               | Kas-Campagnolo                        | + 50 min 54 s                         |
| 9e                                    | Sean Kelly                            | Irlande                               | Flandria-Velda-Lano                   | + 52 min 52 s                         |
| 10e                                   | Gilbert Chaumaz                       | France                                | Renault-Gitane-Campagnolo             | + 58 min 24 s                         |
| modifier                              |                                       |                                       |                                       |                                       |

| Classement des sprints intermédiaires, | Classement des sprints intermédiaires, | Classement des sprints intermédiaires, | Classement des sprints intermédiaires, | Classement des sprints intermédiaires, |
| -------------------------------------- | -------------------------------------- | -------------------------------------- | -------------------------------------- | -------------------------------------- |
|                                        | Coureur                                | Pays                                   | Équipe                                 | Point(s)                               |
| 1er                                    | Jacques Bossis                         | France                                 | Renault-Gitane-Campagnolo              | 95 points                              |
| 2e                                     | Philippe Tesnière                      | France                                 | Fiat                                   | 60 pts                                 |
| 3e                                     | Pierre-Raymond Villemiane              | France                                 | Renault-Gitane-Campagnolo              | 52 pts                                 |
| 4e                                     | Freddy Maertens                        | Belgique                               | Flandria-Velda-Lano                    | 44 pts                                 |
| 5e                                     | Marcel Laurens                         | Belgique                               | C&A                                    | 21 pts                                 |
| 6e                                     | Jean-Jacques Fussien                   | France                                 | Fiat                                   | 18 pts                                 |
| 7e                                     | Bernard Hinault                        | France                                 | Renault-Gitane-Campagnolo              | 18 pts                                 |
| 8e                                     | Jacques Esclassan                      | France                                 | Peugeot-Esso-Michelin                  | 16 pts                                 |
| 9e                                     | Yvon Bertin                            | France                                 | Renault-Gitane-Campagnolo              | 15 pts                                 |
| 10e                                    | Sean Kelly                             | Irlande                                | Flandria-Velda-Lano                    | 14 pts                                 |
| modifier                               |                                        |                                        |                                        |                                        |

| Classement par équipes, | Classement par équipes,   | Classement par équipes, | Classement par équipes, |
|                         | Équipe                    | Pays                    | Temps                   |
| ----------------------- | ------------------------- | ----------------------- | ----------------------- |
| 1re                     | Miko-Mercier-Hutchinson   | France                  | en 562 h 5 min 52 s     |
| 2e                      | TI-Raleigh-McGregor       | Pays-Bas                | + 17 min 20 s           |
| 3e                      | C&A                       | Belgique                | + 17 min 22 s           |
| 4e                      | Flandria-Velda-Lano       | Belgique                | + 1 h 15 min 45 s       |
| 5e                      | Renault-Gitane-Campagnolo | France                  | + 1 h 47 min 46 s       |
| 6e                      | Peugeot-Esso-Michelin     | France                  | + 4 h 25 min 36 s       |
| 7e                      | Lejeune-BP                | France                  | + 4 h 29 min 18 s       |
| 8e                      | Teka                      | Espagne                 | + 4 h 51 min 32 s       |
| 9e                      | Jobo-Spidel               | France                  | + 5 h 2 min 48 s        |
| 10e                     | Fiat                      | Belgique                | + 7 h 4 min 37 s        |
| modifier                |                           |                         |                         |

| Classement par équipes par points, | Classement par équipes par points, | Classement par équipes par points, | Classement par équipes par points, | Classement par équipes par points, |
|                                    | Équipes                            | Pays                               |                                    | Point(s)                           |
| ---------------------------------- | ---------------------------------- | ---------------------------------- | ---------------------------------- | ---------------------------------- |
| 1re                                | TI-Raleigh-McGregor                | Pays-Bas                           |                                    | 720                                |
| 2e                                 | Renault-Gitane-Campagnolo          | France                             |                                    | 909                                |
| 3e                                 | Flandria-Velda-Lano                | Belgique                           |                                    | 972                                |
| 4e                                 | Miko-Mercier-Hutchinson            | France                             |                                    | 1 072                              |
| 5e                                 | Peugeot-Esso-Michelin              | France                             |                                    | 1 144                              |
| 6e                                 | C&A                                | Belgique                           |                                    | 1 456                              |
| 7e                                 | Jobo-Spidel                        | France                             |                                    | 1 656                              |
| 8e                                 | Lejeune-BP                         | France                             |                                    | 1 729                              |
| 9e                                 | Fiat                               | Belgique                           |                                    | 2 347                              |
| 10e                                | Teka                               | Espagne                            |                                    | 2 629                              |
| modifier                           |                                    |                                    |                                    |                                    |

### Évolution des classements
| Étape              | Vainqueur           | Classement général | Classement par points | Classement de la montagne | Classement du meilleur jeune | Classement des sprints intermédiaires | Classement par équipes  | Classement par équipes    |
| Étape              | Vainqueur           | Classement général | Classement par points | Classement de la montagne | Classement du meilleur jeune | Classement des sprints intermédiaires | au temps                | aux points                |
| ------------------ | ------------------- | ------------------ | --------------------- | ------------------------- | ---------------------------- | ------------------------------------- | ----------------------- | ------------------------- |
| P                  | Jan Raas            | Non attribué,      | Non décerné           | Non décerné               | Non décerné                  | Non décerné                           | Non attribué,           | Non attribué,             |
| 1a                 | Jan Raas            | Jan Raas           | Jan Raas              | Non décerné               | Jean-Louis Gauthier          | Freddy Maertens                       | TI-Raleigh-McGregor     | TI-Raleigh-McGregor       |
| 1b                 | Walter Planckaert   | Jan Raas           | Freddy Maertens       | Non décerné               | Jean-Louis Gauthier          | Freddy Maertens                       | TI-Raleigh-McGregor     | TI-Raleigh-McGregor       |
| 2                  | Jacques Esclassan   | Jan Raas           | Freddy Maertens       | Roger Legeay              | Sean Kelly                   | Freddy Maertens                       | TI-Raleigh-McGregor     | TI-Raleigh-McGregor       |
| 3                  | Klaus-Peter Thaler  | Jacques Bossis     | Freddy Maertens       | Roger Legeay              | René Bittinger               | Jacques Bossis                        | TI-Raleigh-McGregor     | TI-Raleigh-McGregor       |
| 4                  | TI-Raleigh-McGregor | Klaus-Peter Thaler | Freddy Maertens       | Roger Legeay              | René Bittinger               | Jacques Bossis                        | TI-Raleigh-McGregor     | TI-Raleigh-McGregor       |
| 5                  | Freddy Maertens     | Klaus-Peter Thaler | Freddy Maertens       | Roger Legeay              | René Bittinger               | Jacques Bossis                        | TI-Raleigh-McGregor     | Renault-Gitane-Campagnolo |
| 6                  | Sean Kelly          | Gerrie Knetemann   | Freddy Maertens       | Roger Legeay              | René Bittinger               | Jacques Bossis                        | TI-Raleigh-McGregor     | Peugeot-Esso-Michelin     |
| 7                  | Freddy Maertens     | Gerrie Knetemann   | Freddy Maertens       | Roger Legeay              | René Bittinger               | Jacques Bossis                        | TI-Raleigh-McGregor     | Peugeot-Esso-Michelin     |
| 8                  | Bernard Hinault     | Joseph Bruyère     | Freddy Maertens       | Roger Legeay              | Henk Lubberding              | Jacques Bossis                        | TI-Raleigh-McGregor     | Peugeot-Esso-Michelin     |
| 9                  | Miguel Maria Lasa   | Joseph Bruyère     | Freddy Maertens       | Roger Legeay              | Henk Lubberding              | Jacques Bossis                        | TI-Raleigh-McGregor     | Peugeot-Esso-Michelin     |
| 10                 | Henk Lubberding     | Joseph Bruyère     | Freddy Maertens       | Gilbert Le Lay            | Henk Lubberding              | Jacques Bossis                        | TI-Raleigh-McGregor     | Peugeot-Esso-Michelin     |
| 11                 | Mariano Martinez    | Joseph Bruyère     | Freddy Maertens       | Michel Pollentier         | Henk Lubberding              | Jacques Bossis                        | TI-Raleigh-McGregor     | Renault-Gitane-Campagnolo |
| 12a                | Non attribué,       | Joseph Bruyère     | Freddy Maertens       | Michel Pollentier         | Henk Lubberding              | Jacques Bossis                        | TI-Raleigh-McGregor     | Renault-Gitane-Campagnolo |
| 12b                | Jacques Esclassan   | Joseph Bruyère     | Freddy Maertens       | Michel Pollentier         | Henk Lubberding              | Jacques Bossis                        | TI-Raleigh-McGregor     | Peugeot-Esso-Michelin     |
| 13                 | Paul Wellens        | Joseph Bruyère     | Freddy Maertens       | Michel Pollentier         | Henk Lubberding              | Jacques Bossis                        | C&A                     | TI-Raleigh-McGregor       |
| 14                 | Joop Zoetemelk      | Joseph Bruyère     | Freddy Maertens       | Michel Pollentier         | Henk Lubberding              | Jacques Bossis                        | C&A                     | TI-Raleigh-McGregor       |
| 15                 | Bernard Hinault     | Joseph Bruyère     | Freddy Maertens       | Michel Pollentier         | Henk Lubberding              | Jacques Bossis                        | Miko-Mercier-Hutchinson | TI-Raleigh-McGregor       |
| 16                 | Hennie Kuiper       | Joop Zoetemelk     | Freddy Maertens       | Mariano Martinez          | Henk Lubberding              | Jacques Bossis                        | Miko-Mercier-Hutchinson | TI-Raleigh-McGregor       |
| 17                 | Christian Seznec    | Joop Zoetemelk     | Freddy Maertens       | Bernard Hinault           | Henk Lubberding              | Jacques Bossis                        | Miko-Mercier-Hutchinson | TI-Raleigh-McGregor       |
| 18                 | Gerrie Knetemann    | Joop Zoetemelk     | Freddy Maertens       | Mariano Martinez          | Henk Lubberding              | Jacques Bossis                        | Miko-Mercier-Hutchinson | TI-Raleigh-McGregor       |
| 19                 | Marc Demeyer        | Joop Zoetemelk     | Freddy Maertens       | Mariano Martinez          | Henk Lubberding              | Jacques Bossis                        | Miko-Mercier-Hutchinson | TI-Raleigh-McGregor       |
| 20                 | Bernard Hinault     | Bernard Hinault    | Freddy Maertens       | Mariano Martinez          | Henk Lubberding              | Jacques Bossis                        | Miko-Mercier-Hutchinson | TI-Raleigh-McGregor       |
| 21                 | Jan Raas            | Bernard Hinault    | Freddy Maertens       | Mariano Martinez          | Henk Lubberding              | Jacques Bossis                        | Miko-Mercier-Hutchinson | TI-Raleigh-McGregor       |
| 22                 | Gerrie Knetemann    | Bernard Hinault    | Freddy Maertens       | Mariano Martinez          | Henk Lubberding              | Jacques Bossis                        | Miko-Mercier-Hutchinson | TI-Raleigh-McGregor       |
| Classements finals | Classements finals  | Bernard Hinault    | Freddy Maertens       | Mariano Martínez          | Henk Lubberding              | Jacques Bossis                        | Miko-Mercier-Hutchinson | TI-Raleigh-McGregor       |

1. 1 2 3  En raison des mauvaises conditions météorologiques rendant le circuit dangereux, les organisateurs décident de ne pas comptabiliser les temps du prologue au classement général. Il n'y a donc pas de maillot jaune remis à l'issue du prologue.
2. ↑  Étape annulée en raison d'une grève des coureurs, pour protester contre les horaires de départ des étapes, qui ont parcouru l'étape à allure très réduite avant de s'arrêter à quelques mètres de la ligne d'arrivée.

## Liste des coureurs
La liste ci-dessous présente les coureurs inscrits par numéro de dossard.
| Légende | Légende                                                                    | Légende | Légende                                                    |
| ------- | -------------------------------------------------------------------------- | ------- | ---------------------------------------------------------- |
| Num     | Dossard de départ porté par le coureur sur ce Tour                         | Pos     | Position à l'arrivée de la course                          |
|         | Indique un maillot de champion national ou mondial, suivi de sa spécialité | NP      | Indique un coureur qui n'a pas pris le départ de la course |
| AB      | Indique un coureur qui n'a pas terminé la course                           | HD      | Indique un coureur qui a terminé la course hors des délais |

| Peugeot-Esso-Michelin                                 | Peugeot-Esso-Michelin          | Peugeot-Esso-Michelin |
| ----------------------------------------------------- | ------------------------------ | --------------------- |
| Num                                                   | Coureur                        | Pos                   |
| 1                                                     | Bernard Thévenet (FRA)         | AB-11                 |
| 2                                                     | Bernard Bourreau (FRA)         | 28e                   |
| 3                                                     | Jean-Pierre Danguillaume (FRA) | AB-17                 |
| 4                                                     | Régis Delépine (FRA)           | 76e                   |
| 5                                                     | Jacques Esclassan (FRA)        | 61e                   |
| 6                                                     | Yves Hézard (FRA)              | 17e                   |
| 7                                                     | Michel Laurent (FRA)           | 14e                   |
| 8                                                     | Régis Ovion (FRA)              | AB-17                 |
| 9                                                     | Guy Sibille (FRA)              | AB-17                 |
| 10                                                    | Jean-Luc Vandenbroucke (BEL)   | 64e                   |
| Directeurs sportifs : Maurice De Muer et Robert Naeye |                                |                       |

| TI-Raleigh-McGregor                                | TI-Raleigh-McGregor      | TI-Raleigh-McGregor |
| -------------------------------------------------- | ------------------------ | ------------------- |
| Num                                                | Coureur                  | Pos                 |
| 11                                                 | Hennie Kuiper (NED)      | AB-17               |
| 12                                                 | José De Cauwer (BEL)     | 55e                 |
| 13                                                 | Gerben Karstens (NED)    | DQ-17               |
| 14                                                 | Gerrie Knetemann (NED)   | 43e                 |
| 15                                                 | Henk Lubberding (NED)    | 8e                  |
| 16                                                 | Jan Raas (NED)           | 24e                 |
| 17                                                 | Klaus-Peter Thaler (RFA) | 35e                 |
| 18                                                 | Aad van den Hoek (NED)   | 57e                 |
| 19                                                 | Paul Wellens (BEL)       | 6e                  |
| 20                                                 | Wilfried Wesemael (BEL)  | 47e                 |
| Directeurs sportifs : Peter Post et Jules De Wever |                          |                     |

| C&A                                                 | C&A                        | C&A   |
| --------------------------------------------------- | -------------------------- | ----- |
| Num                                                 | Coureur                    | Pos   |
| 21                                                  | Lucien Van Impe (BEL)      | 9e    |
| 22                                                  | Joseph Bruyère (BEL)       | 4e    |
| 23                                                  | Jos De Schoenmaecker (BEL) | 20e   |
| 24                                                  | René Dillen (BEL)          | 51e   |
| 25                                                  | Eduard Janssens (BEL)      | 16e   |
| 26                                                  | Marcel Laurens (BEL)       | 60e   |
| 27                                                  | Ludo Loos (BEL)            | AB-15 |
| 28                                                  | Jacques Martin (BEL)       | AB-17 |
| 29                                                  | René Martens (BEL)         | 26e   |
| 30                                                  | Walter Planckaert (BEL)    | AB-11 |
| Directeurs sportifs : Rudi Altig et Joseph Huysmans |                            |       |

| Kas-Campagnolo                       | Kas-Campagnolo                 | Kas-Campagnolo |
| ------------------------------------ | ------------------------------ | -------------- |
| Num                                  | Coureur                        | Pos            |
| 31                                   | Francisco Galdós (ESP)         | 7e             |
| 32                                   | Julián Andiano (ESP)           | AB-1           |
| 33                                   | Enrique Cima (ESP)             | AB-3           |
| 34                                   | Faustino Fernández Ovies (ESP) | AB-11          |
| 35                                   | Enrique Martínez (ESP)         | AB-10          |
| 36                                   | José Nazábal (ESP)             | NP-18          |
| 37                                   | José Pesarrodona (ESP)         | AB-10          |
| 38                                   | Juan Pujol (ESP)               | 32e            |
| 39                                   | Sebastián Pozo (ESP)           | AB-16          |
| 40                                   | Jesús Suárez Cueva (ESP)       | AB-13          |
| Directeur sportif : Antonio Barrutia |                                |                |

| Miko-Mercier-Hutchinson                              | Miko-Mercier-Hutchinson   | Miko-Mercier-Hutchinson |
| ---------------------------------------------------- | ------------------------- | ----------------------- |
| Num                                                  | Coureur                   | Pos                     |
| 41                                                   | Joop Zoetemelk (NED)      | 2e                      |
| 42                                                   | Barry Hoban (GBR)         | 65e                     |
| 43                                                   | Maurice Le Guilloux (FRA) | 27e                     |
| 44                                                   | Raymond Martin (FRA)      | 12e                     |
| 45                                                   | Hubert Mathis (FRA)       | 45e                     |
| 46                                                   | André Mollet (FRA)        | 36e                     |
| 47                                                   | Sven-Åke Nilsson (SWE)    | 11e                     |
| 48                                                   | Patrick Perret (FRA)      | 29e                     |
| 49                                                   | Christian Seznec (FRA)    | 5e                      |
| 50                                                   | Charly Rouxel (FRA)       | 33e                     |
| Directeurs sportifs : Louis Caput et Maurice Quentin |                           |                         |

| Renault-Gitane-Campagnolo                                 | Renault-Gitane-Campagnolo       | Renault-Gitane-Campagnolo |
| --------------------------------------------------------- | ------------------------------- | ------------------------- |
| Num                                                       | Coureur                         | Pos                       |
| 51                                                        | Bernard Hinault (FRA)           | 1er                       |
| 52                                                        | Jean-René Bernaudeau (FRA)      | NP-18                     |
| 53                                                        | Yvon Bertin (FRA)               | 74e                       |
| 54                                                        | Jacques Bossis (FRA)            | 62e                       |
| 55                                                        | André Chalmel (FRA)             | 63e                       |
| 56                                                        | Gilbert Chaumaz (FRA)           | 37e                       |
| 57                                                        | Lucien Didier (LUX)             | 52e                       |
| 58                                                        | Bernard Quilfen (FRA)           | 58e                       |
| 59                                                        | Willy Teirlinck (BEL)           | 38e                       |
| 60                                                        | Pierre-Raymond Villemiane (FRA) | 31e                       |
| Directeurs sportifs : Cyrille Guimard et Maurice Champion |                                 |                           |

| Teka                                                      | Teka                    | Teka  |
| --------------------------------------------------------- | ----------------------- | ----- |
| Num                                                       | Coureur                 | Pos   |
| 61                                                        | Pedro Torres (ESP)      | AB-2  |
| 62                                                        | Bernardo Alfonsel (ESP) | 46e   |
| 63                                                        | Javier Elorriaga (ESP)  | AB-13 |
| 64                                                        | Eulalio García (ESP)    | AB-17 |
| 65                                                        | Miguel María Lasa (ESP) | 41e   |
| 66                                                        | Paulino Martínez (ESP)  | AB-3  |
| 67                                                        | José Martins (POR)      | 22e   |
| 68                                                        | Antonio Menéndez (ESP)  | 18e   |
| 69                                                        | Andrés Oliva (ESP)      | 39e   |
| 70                                                        | Pedro Vilardebo (ESP)   | 40e   |
| Directeurs sportifs : Julio San Emeterio et Miguel Moreno |                         |       |

| Lejeune-BP                                           | Lejeune-BP                | Lejeune-BP |
| ---------------------------------------------------- | ------------------------- | ---------- |
| Num                                                  | Coureur                   | Pos        |
| 71                                                   | Roger Legeay (FRA)        | 42e        |
| 72                                                   | Pierre Bazzo (FRA)        | 21e        |
| 73                                                   | Fedor den Hertog (NED)    | 25e        |
| 74                                                   | Patrick Friou (FRA)       | AB-17      |
| 75                                                   | Joël Gallopin (FRA)       | AB-10      |
| 76                                                   | Jean-Louis Gauthier (FRA) | 69e        |
| 77                                                   | Daniel Gisiger (SUI)      | 75e        |
| 78                                                   | Antoine Gutierrez (FRA)   | AB-16      |
| 79                                                   | Michel Le Denmat (FRA)    | AB-17      |
| 80                                                   | Eugène Plet (FRA)         | 66e        |
| Directeurs sportifs : Henri Anglade et Pierre Schoor |                           |            |

| Fiat                                                    | Fiat                       | Fiat  |
| ------------------------------------------------------- | -------------------------- | ----- |
| Num                                                     | Coureur                    | Pos   |
| 81                                                      | Jean-Jacques Fussien (FRA) | 73e   |
| 82                                                      | Serge Beucherie (FRA)      | 67e   |
| 83                                                      | Alain Budet (FRA)          | 71e   |
| 84                                                      | Alain De Carvalho (FRA)    | 48e   |
| 85                                                      | Jacky Hardy (FRA)          | NP-18 |
| 86                                                      | Gilbert Le Lay (FRA)       | 23e   |
| 87                                                      | Dominique Sanders (FRA)    | 50e   |
| 88                                                      | Philippe Tesnière (FRA)    | 78e   |
| 89                                                      | Didier Van Vlaslaer (FRA)  | AB-11 |
| 90                                                      | Paul Sherwen (GBR)         | 70e   |
| Directeurs sportifs : Raphaël Géminiani et Gérard Morin |                            |       |

| Flandria-Velda-Lano                                     | Flandria-Velda-Lano          | Flandria-Velda-Lano |
| ------------------------------------------------------- | ---------------------------- | ------------------- |
| Num                                                     | Coureur                      | Pos                 |
| 91                                                      | Freddy Maertens (BEL)        | 13e                 |
| 92                                                      | Michel Pollentier (BEL)      | DQ-16               |
| 93                                                      | Joaquim Agostinho (POR)      | 3e                  |
| 94                                                      | Herman Beysens (BEL)         | 44e                 |
| 95                                                      | René Bittinger (FRA)         | 19e                 |
| 96                                                      | Marc Demeyer (BEL)           | 49e                 |
| 97                                                      | Sean Kelly (IRL)             | 34e                 |
| 98                                                      | Christian Muselet (FRA)      | 53e                 |
| 99                                                      | Marcel Tinazzi (FRA)         | 59e                 |
| 100                                                     | Albert Van Vlierberghe (BEL) | 56e                 |
| Directeurs sportifs : Alfred De Bruyne et Brick Schotte |                              |                     |

| Jobo-Spidel                                      | Jobo-Spidel                  | Jobo-Spidel |
| ------------------------------------------------ | ---------------------------- | ----------- |
| Num                                              | Coureur                      | Pos         |
| 101                                              | Mariano Martínez (FRA)       | 10e         |
| 102                                              | Dino Bertolo (FRA)           | 72e         |
| 103                                              | Jean-Pierre Biderre (FRA)    | AB-15       |
| 104                                              | Dante Cocolo (FRA)           | 77e         |
| 105                                              | Philippe Durel (FRA)         | 68e         |
| 106                                              | Hervé Inaudi (FRA)           | DQ-13       |
| 107                                              | Ferdinand Julien (FRA)       | 30e         |
| 108                                              | Alain Patritti (FRA)         | 54e         |
| 109                                              | Jean-François Pescheux (FRA) | AB-15       |
| 110                                              | André Romero (FRA)           | 15e         |
| Directeurs sportifs : Guy Faubert et Yves Gobert |                              |             |